# سی‌بی‌اس امروز صبح
سی‌بی‌اس امروز صبح (انگلیسی: CBS This Morning) یک برنامه خبری آمریکایی است که از شبکه سی‌بی‌اس پخش می‌شود.